# Hans Eberhard Mayer
Hans Eberhard Mayer (2. února 1932 Norimberk – 21. října 2023 Kiel) byl německý historik a odborník na diplomatiku.

## Život
Hans Eberhard Mayer studoval na Wesleyan University, Univerzitě v Heidelbergu a Univerzitě v Innsbrucku. V roce 1955 získal doktorát na univerzitě v Innsbrucku s prací Itinerarium Regis Ricardi. V roce 1956 začal spolupracovat na vydávání Monumenta Germaniae Historica. Od roku 1964 začal vyučovat jako soukromý docent na univerzitě v Innsbrucku. Od roku 1967 až do svého odchodu do důchodu působil jako profesor středověkých a novověkých dějin na univerzitě v Kielu. Působil také jako hostující profesor ve Spojených státech. V roce 1979 se stal zahraničním členem American Philosophical Society. Jeho nástupcem v Kielu se stal v roce 1997 Heinrich Dormeier. V roce 1965 poprvé publikoval svou historii křížových výprav (Geschichte der Kreuzzüge), která je považována za jednu z klasických prací a byla vydána v deseti vydáních. V roce 1996 vydal dva svazky s více než 1900 stranami o kanceláři latinských králů v Jeruzalémě.

## Publikace

### Monografie
- Das Itinerarium peregrinorum. Eine zeitgenössische englische Chronik zum dritten Kreuzzug in ursprünglicher Gestalt. Stuttgart 1962 (= Dissertation).
- Geschichte der Kreuzzüge. Stuttgart 1965. 10. völlig überarbeitete und erweiterte Auflage, Stuttgart 2005, ISBN 3-17-018679-5.
- Bistümer, Klöster und Stifte im Königreich Jerusalem. Stuttgart 1977, ISBN 3-7772-7719-3.

### Edice
- Die Urkunden der lateinischen Könige von Jerusalem. Altfranzösische Texte erstellt von Jean Richard, Hahn, Hannover 2010, 4 Bde.,(Monumenta Germaniae Historica. Diplomata regum Latinorum Hierosolymitanorum), ISBN 978-3-7752-2100-9.